# Bodil Kjer
Bodil Kjer, est une actrice danoise, née le 2 septembre 1917 à Odense et morte le 1er février 2003 à Copenhague.

## Biographie
Bodil Valborg Karen Ellen Kjer naît le 2 septembre 1917 à Odense. Elle reçoit une première formation de comédienne au théâtre local de la ville d'Odense. De 1936 à 1938, elle suit les cours à l'école du Théâtre royal danois à Copenhague où elle fait ses débuts en 1937. Sauf pendant un intervalle de cinq ans, elle reste membre de ce théâtre durant toute sa carrière et elle devient la première dame du théâtre danois[évasif], excellant aussi bien dans la comédie que la tragédie.
Elle participe à une quarantaine de films. Elle est surtout connue internationalement pour avoir incarné l'une des deux sœurs vieilles filles dans le film Le Festin de Babette de Gabriel Axel, sorti en 1987 et  primé aux Oscars.
Ses mémoires sont publiés en 1997.
Morte en 2003, elle est inhumée au cimetière de Vedbæk.

### Vie privée
Bodil Kjer se marie quatre fois, entre autres avec l'acteur Ebbe Rode et l'industriel Svend Bergsøe.

## Filmographie partielle
Bodil Kjer a joué dans une quarantaine de films dont :
- 1947 : Jenny and the Soldier (en danois : Soldaten og Jenny) de Johan Jacobsen
- 1976 : Strømer (en anglais : Cop) de Anders Refn
- 1987 : Le Festin de Babette de Gabriel Axel : Philippa

## Hommages et honneurs
Commandeur de l'ordre du Dannebrog. En 1966, elle a été faite chevalière de l'ordre de Dannebrog, et, en 1994, commandeuse de ce même ordre.
Bodil Kjer étant l'une des actrices les plus célèbres du Danemark, les National Film Award ont reçu son nom, les Bodil (Bodilprisen).